# داستان دو شهر (فیلم ۱۹۳۵)
داستان دو شهر (به انگلیسی: A Tale of Two Cities) فیلمی ۱۲۳ دقیقه‌ای به کارگردانی جک کانوی با بازی رونالد کولمن است.